# Коцюбіїв
46°29′09″ пн. ш. 30°44′36″ сх. д. / 46.485722° пн. ш. 30.743444° сх. д.
Коцюбі́їв (також Ґаджибе́й тюрк. حَاجِی‌بَیْ Hacıbey, польськ. Cacybei, Cacubius) — історичне поселення (кам'яний замок, стоянка для суден і порт зі спорудами), що знаходилося на півдні України, на березі Одеської затоки на місці сучасного міста Одеси.

## XIV—XV століття
Поселення було засновано в останній третині XIV століття.
Першу писемну згадку польського історика Яна Длугоша (1415—1480) про порт Kaczubyeiow (Кацюбіїв) датують 19 травня 1415 роком:
|  | «Venerunt insuper sub eo tempore ad Wladislaum Polonie Regem Nuncii Patriarchae et Imperatoris Graecorum, cum literis et bullis plumbeis, quatenus Lignaretur eis, a Turcis multifarie lacessicis et oppressis, frumenti tantummodo largitione subuenire. Wladislaus antem Poloniae Rex, necessitati corum satagens pia commiseratione succurere, petitam frumenti quantitatem dat et largitur, et in portu suo Regio Kaczubyeiow, per cos recepiendam, consignat, Datis autem Alexandre Moldauiae Voieuedae et suae consorti donis reuersalibus, et Anna Regina Cracouiam remissa, processit in Camyeniecz, ab inde vero per Sthotricz, Nyeswiez, Kobrin, Krzemyeniecz, Raisko, Sadowie, Turzisko, Mitbo, in Lithuuniam, inuitationi Alexandri Withawdi satisfacturus,. desendit…» |

|  | «Більше того, за той час вони прибули до Владислава, короля польського, нунція патріарха та імператора грецького, з листами та свинцевими булами, що стосується Лігнатура, щоб прийти до них турки, які зазнавали переслідувань і гноблень різними способами, маючи лише щедрість зерна. Владислав, король Польщі, намагаючись задовольнити потреби народу з благочестивим співчуттям, дав і розщедрив необхідну кількість зерна, і в своєму порту Королівство Качубеїв, щоб прийняти тіло, він відправив у Камєнець, з звідти через Стотрич, Несвіж, Кобрин, Кшеменєч, Райско, Садове, Турзіско, Мітбо, до Литви, щоб задовольнити натяк Олександра Вітавді…» |

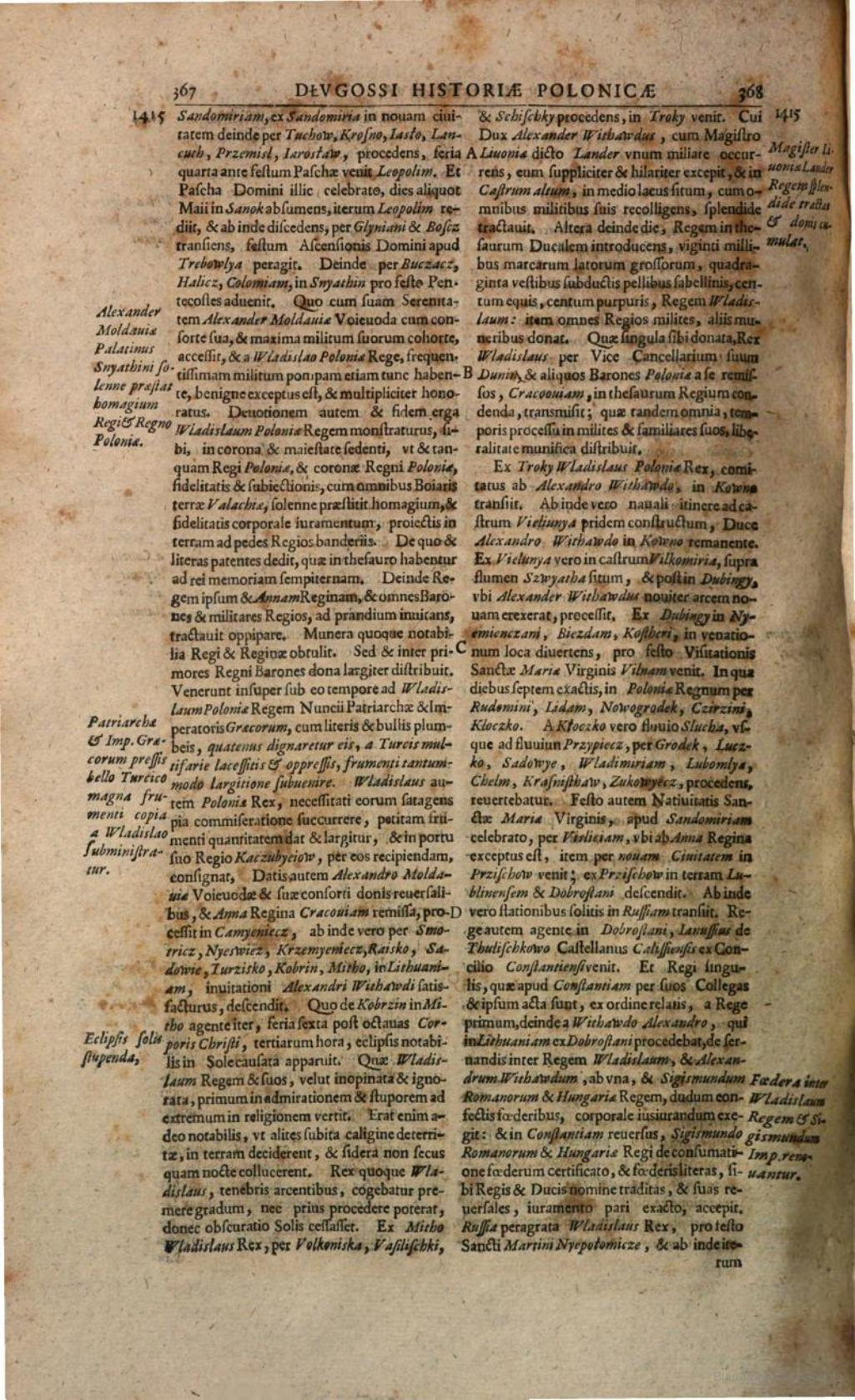
Перша писемна згадка про Коцюбіїв 1415 року

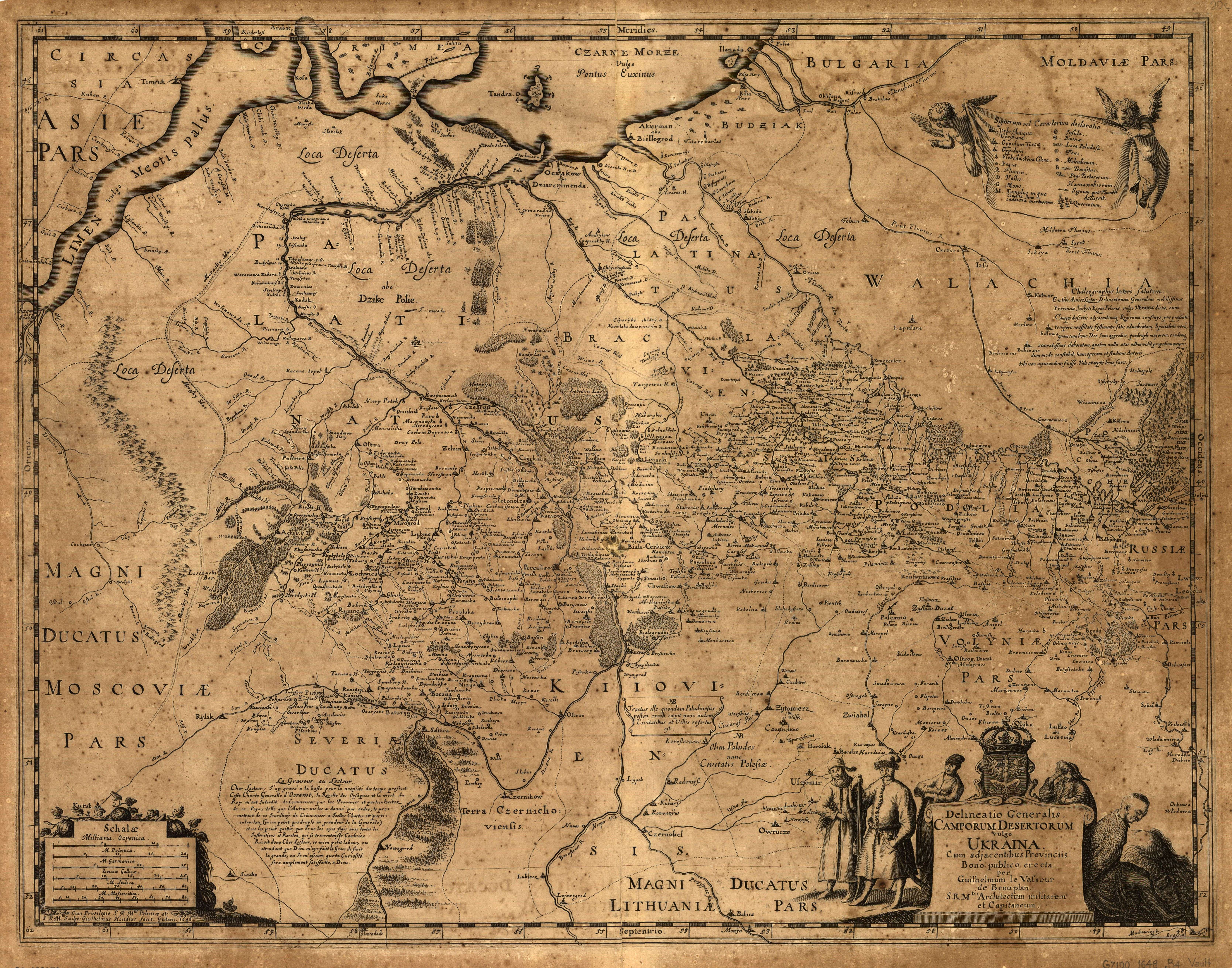
Карта України, 1648 рік, де позначено місто Коцюбіїв, нинішня Одеса.

Поселення з'явилося на берегах Одеської затоки Чорного моря в період Великого князівства Литовського, Руського, Жемайтійського за часів правління князя Вітовта. Заснував його, за переказами, знатний подільський (польський чи український) магнат-шляхтич — Коцюба-Якушинський (Kocub Jakuszynski).
Інженер та картограф XVII століття Гійом Левассер де Боплан у 1639 році уклав рукописну карту «Tabula Geographica Ukrainska» («Українська географічна карта», 44,5 × 62,5 см, масштаб 1:1 500 000), яка виготовлена як гравюра голландським картографом Вільгельмом Гондіусом та надрукована в Данцигу в 1648 року. На карті позначене місто Коцюбіїв.
За переказом мандрівника і письменника Османської імперії Евлії Челебі (1611—1682) «землю фортеці Ходжабай» заснували після 1484 року: «Коли султан Баязид II завоював Аккерман, один заможний чоловік, якого прозивали Бай, отримавши дозвіл султана, збудував в цьому місті на скелі міцне укріплення і розташував в ньому загін воїнів. Він став володарем п'яти стад по тисячі п'ятсот овець, і після довгого щасливого життя його стали називати Хаджибай».

### Татарська версія
На узбережжі Одеської затоки існувала Перекопська орда на чолі з беком Хаджі (ймовірно, він був у хаджі в Меці і Медині), якого називали Хаджі-бей (крим. حَاجِیبَیْ, дослівний переклад: «князь, який побував у хаджі») (у слов'ян відомий як Качібей). Цей бек брав участь у битві на Синіх Водах 1362 року і був розбитий Великим князем литовським Ольгердом. «Повість про Поділля» називає Хаджі-бея серед «отчичів» та «дідичів», тобто спадкових власників цих земель. Права нащадків Хаджі-бея на ці землі підтверджуються ярликами кримських ханів до середини XV століттяа.

## Період занепаду
Посол Речі Посполитої в Кримському ханстві у 1578—1579 роках Мартін Бронєвський в описі Криму (Tartariae Description) описує руїни Cacibiei: «Далі Качибеєве городище, як нібито звалилась земля, що омивається широким озером, що знаходиться біля моря й при гирлі Дністра; там, кажуть, був раніше досить значний порт».

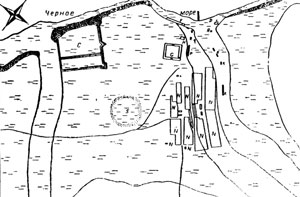
Карта Хаджибея і околиць, 1766 р.

У 1657 році мандрівник і письменник Османської імперії Евлія Челебі так схарактеризувати «землю фортеці Ходжабай»: «До сьогоднішнього дня споруди цього укріплення збереглись і їх добре видно на березі Чорного моря, на крутій скелі. Якщо це укріплення хоч трохи підремонтувати, місцевість стане залюдненою, а дорога безпечною. У цих місцях із Чорного моря добувають сіль…».

Потім поселення знову залюднено переважно єдисанськими татарами (ногайцями Єдисанської орди), греками та іншими під назвою Хаджибей (Hacıbey) (нібито — у дослівному перекладі «достойник (князь), що зробив паломництво — хадж до Мекки»). Хаджибей — татарсько-османське (спотворене) звучання (озвучування; кін. XV- поч. XVI століття) українського (староукраїнського) слова Кацібей-Качибей (Кацюбіїв) (із часів Великого князівства Литовського та Руського — кін. XIV — поч. XV ст.).

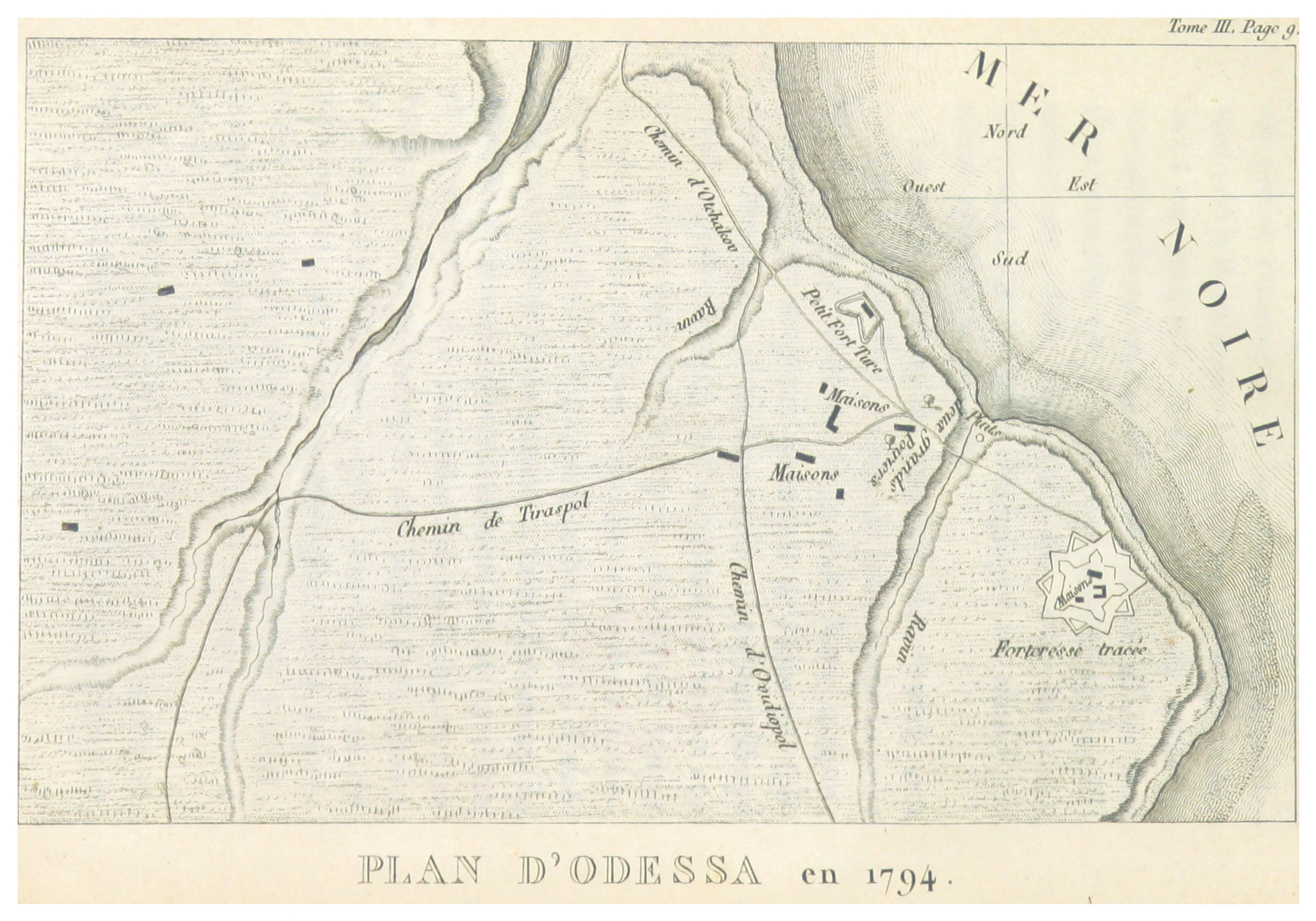
Карта Хаджибея та околиць, 1794 р.

У 1781 році російський історик Андрій Меєр писав:
|  | У XVI — XVII століттях малоросійські козаки Очаківську землю неодноразово розоряли, а заволодівши Гаджибеєм, довгий час ним володілиОригінальний текст (рос.) [ВЪ шестомЪ же и седьмомЪ надесять столѢтіяхЪ Малороссійскіе Козаки Очаковскую землю не однократно раззоряли, и завладѢвши ГаджибѢемЪ долгое время оный держали за собою.] Помилка: {{Lang}}: текст вже має курсивний шрифт (допомога) |

У книзі Себастьяна де Учедо 1672 року, в списку Європейської Тартарії, позначено міста: Очаків, Білховичі, Качибей, Вінарадна, Крапезаді, Андріїв.
У книзі Германа Моля 1701 року, у списку Очаківської Тартарії, позначені міста: Очаків, Білховичи, Качибей

## Друга половина XVIII століття

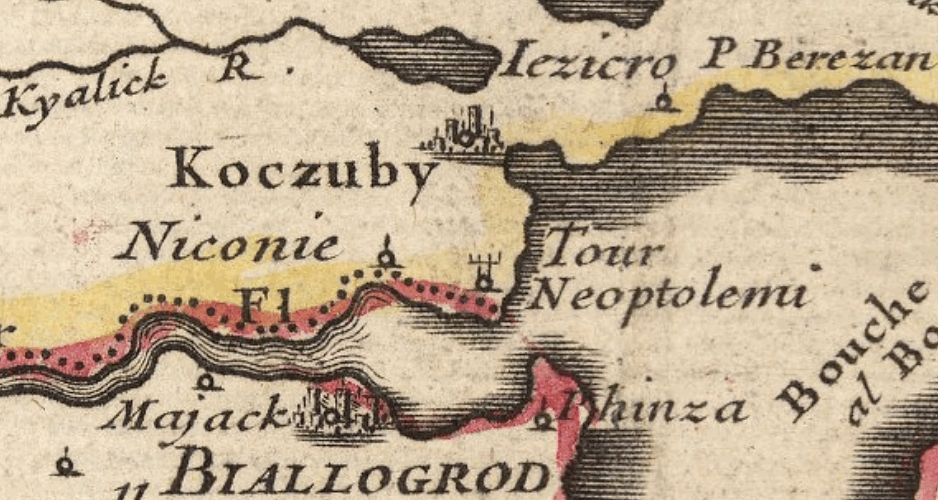
Коцюбіїв (Koczuby) на мапі 1703 р. П'єра Дюваля

У 1765 році, поряд із поселенням Хаджибей, Османська імперія будує фортецю Новий Світ (Єні-Дунья). Розвідувальні дані про побудову османами фортеці привіз запорізький гонець до кримського хана Селім Ґерая військовий перекладач Костянтин Іванов. З рапорту графу Румянцеву: «За Очаковым же, по направлению к Белгороду (Ак-Керману) в 50 верстах от Очакова при море делается крепость, коя наименована Ени-Дуня, т.е. Новый-Свет. Прежде же было там село, а именовалось Куджабей (Качи-бей, Хаджи-бей). Оная же крепость зачалась делаться сего году из весны, а делают ту крепость волохи, на которую возят камень из степи, с речек и балок околичных».
У 1765 році також відкривається пристань Ходжабей для перевезення до столиці Османської імперії Константинополя османським торговельними судами зерна (пшениця та ячмінь), яке раніше перевозилось через пристань Аджидере.

Взяття Фортеці Хаджибей. Частина монументу Антіну Головатому в Одесі

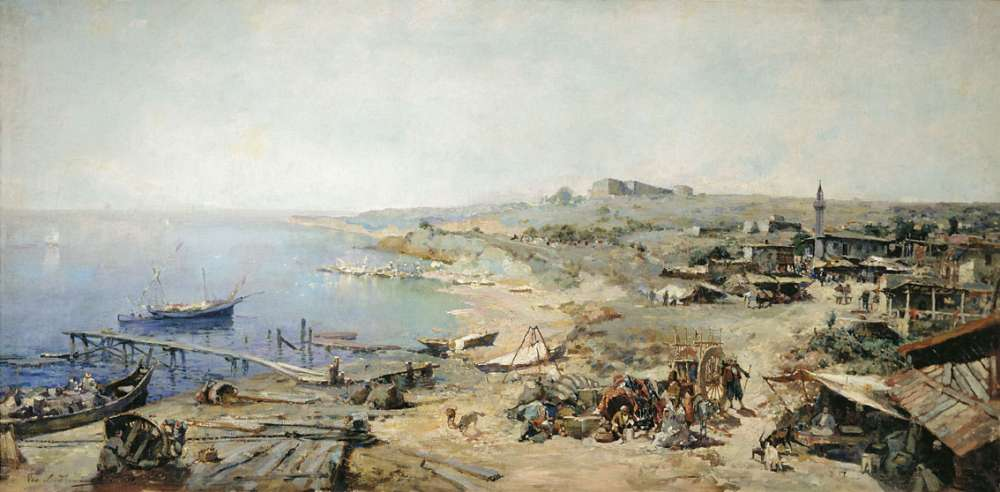
Геннадій Ладиженський: «Хаджибей». Олія на полотні. 1899. Картина з експозиції Одеського художнього музею

Під час російсько-турецької війни 1768—1774 років Хаджибей руйнувався:
- 2 жовтня 1769 року загін чисельністю 3100 козаків Війська Запорозького Низового під командуванням Семена Галицького в ході рейду від Очакова до Аккерману біля села Хаджибей вступив у бій з османським загоном чисельністю близько 200 вершників, який ішов з боку Очакова. Частина османського загону була вбита, у полон взято 9 поранених османів, які потім померли від холоду. У козаків було поранено два чоловіки. Хати та будівлю в селі спалили, жителів убили. Частині селян вдалося вкритися в замку (паланці). Замок козаки не штурмували[14].

Французький військовий інженер Андре-Жан Лафіт-Клаве (André-Joseph Lafitte- Clavé) зазначав, що у 1784 році Коджа-Бей складався з двох татарських селищ, у Коджа-Беї оброблені землі були відсутні. Для захисту рейду в ньому знаходився худий замок та маяк, які не відповідали вимогам свого призначення. У ньому завантажувалися зерно, масло та шкіри.

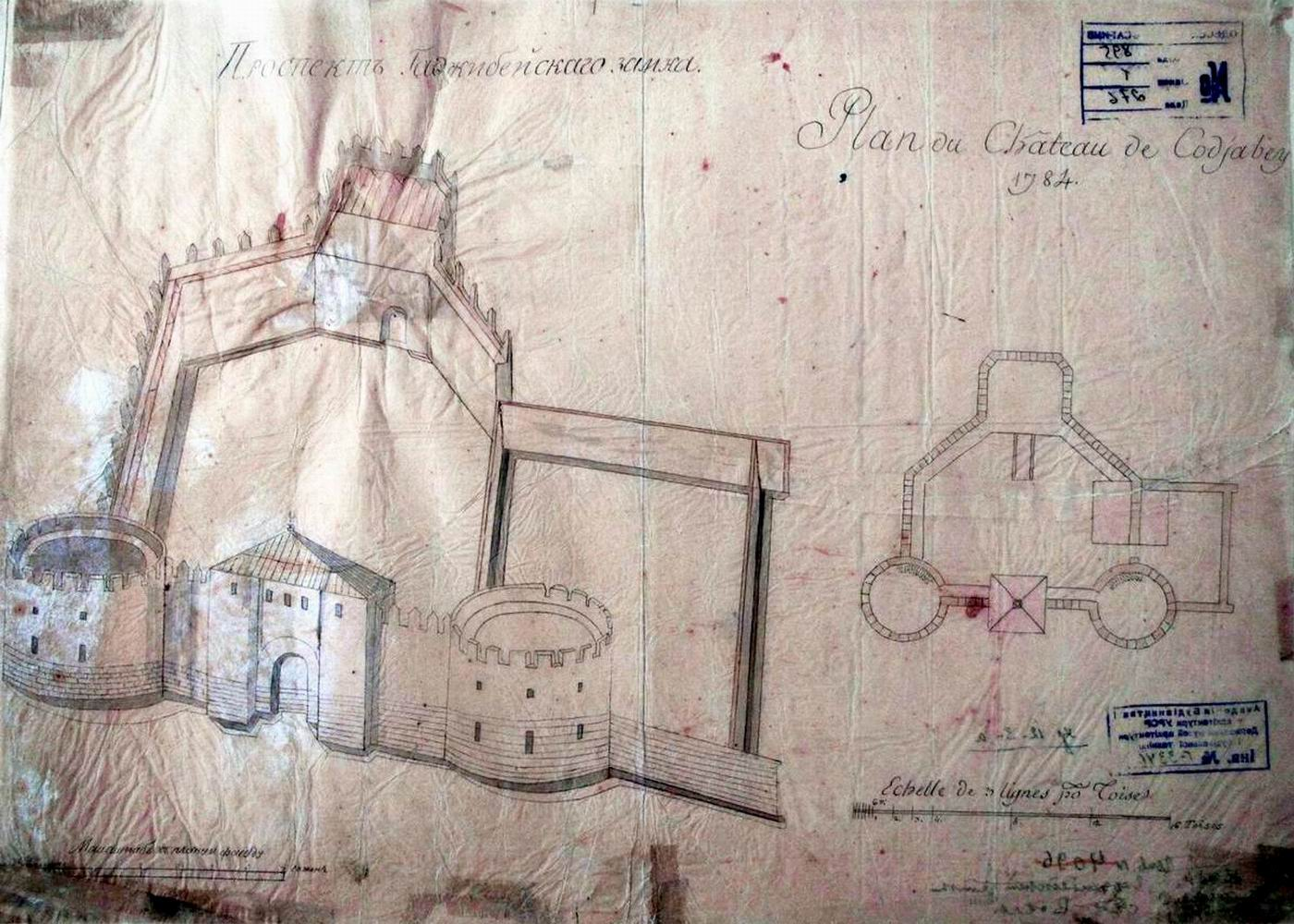
Проєкт та проспект Гаджибйського замку 1784 рік. ГАОО, ф 895,т оп.1, д. 276

Був розроблений план і проспект Гаджибеєвського замку в 1784 році.
Під час російсько-турецької війни 1787—1792 фортецю було взято 14 вересня 1789 року передовим загоном російських військ Хосе де Рібаса під командуванням генерала Івана Гудовича. Активну участь у військових діях та взятті фортеці брали загони Війська чорноморських козаків під командуванням Захарія Чепіги та Антона Головатого.
З 1792 року за Ясським мирним договором території на схід від Дністра (у тому числі й Хаджибей) відійшли до Російської імперії. Під керівництвом Хосе де Рібаса 1793 за проєктом голландського військового інженера Франца де Воллана була побудована фортеця й започатковані роботи з будівництва порту та міста.
1794 року Хаджибей було перейменовано на Одесу.